# Catembe
Catembe Nsime è un posto amministrativo e un villaggio (Catembe) del distretto di Matutuíne (o Missivene), nella provincia di Maputo in Mozambico. A livello geografico, è un'area rurale parzialmente paludosa, comprendente alcuni barrio, situata a sud della capitale Maputo sulla riva opposta del fiume Tembe. Nonostante la stretta vicinanza con la capitale e il suo fiorente settore turistico, la regione - afflitta dalle esondazioni del Tembe - è una delle più povere e sottosviluppate del Mozambico, segnata anche da una elevata diffusione dell'AIDS tra la popolazione (26%).

## Demografia e urbanistica
Al 2005, la popolazione totale era di 7 090 abitanti distribuiti su una superficie di 430 km², con una densità abitativa di 16,7 ab./km² .
Il posto risale almeno agli anni 1940, ma fu riorganizzato nella forma attuale nel settembre del 2002 e comprende due ulteriori suddivisioni amministrative: le località (localidades) di Mungazine e Nsime. La rete stradale è costituita da due direttrici primarie, la Catembe-Ponta D'Ouro EN 201 (117 km) e la Catembe-Hindane ER 553 (41 km), ma essendo realizzata prevalentemente in terra battuta - come quasi tutta la rete distrettuale - è soggetta a forti limitazioni di percorrenza durante la stagione delle piogge.
Gli abitanti sono organizzati in nuclei familiari allargati e risiedono, in prevalenza, in capanne con pareti di canne, ricavate dalle piante del genere Typha, dal pavimento in terra battuta e il tetto in lamiera di zinco o erba e paglia, scarsamente dotate di scarichi fognari (23%) e quasi del tutto sprovviste (97-98%) di elettricità e acqua corrente.

## Economia
Le attività economiche prevalenti, nel posto di Catembe, sono l'agricoltura, la silvicoltura e la pesca che costituiscono l'88,6% dell'economia del luogo, una percentuale di poco superiore alla media del distretto di Matutuíne, per queste attività, che si attesta sull'83,7% con un tasso di disoccupazione stimato del 15%. A livello distrettuale, il reddito mensile medio per nucleo familiare si attesta sui 1 804 contos, mentre il tasso di povertà raggiunge il 75% (stima del 2003).

## Istruzione
Metà della popolazione del posto non conosce il portoghese (la lingua ufficiale del Mozambico), il tasso di analfabetismo si attesta sul 54,6% e solo il 7,5% dei bambini con 5 o più anni di età frequenta o ha frequentato una scuola.